# Église des Saints-Anges-Gardiens de Grand Baie
Pour les articles homonymes, voir Église des Saints-Anges-Gardiens.
L'église des Saints-Anges-Gardiens est une église catholique située à Grand Baie dans le nord de l'île Maurice, dans l'ouest de l'océan Indien. Elle dépend du diocèse de Port-Louis et elle est dédiée aux anges gardiens.

## Histoire
L'île est divisée en 1777 en différents cantons avec au nord le canton de Grand Baie. La première chapelle érigée à Grand Baie l'est en 1843 par le propriétaire Louis-Victor Mazery près de sa plantation de Mare Sèche ; elle est vouée à Notre-Dame de Bon Secours. La communauté regroupe 147 fidèles et la chapelle est rattachée à la paroisse Saint-François de Pamplemousses.
Le canton voit sa population catholique s'agrandir rapidement dans les années suivantes, jusqu'à atteindre en 1858 le nombre de 760 personnes, dont 240 habitent à Grand Baie. Monsieur et Madame Mazery qui avaient perdu en bas âge leurs enfants Adélia et Louis font construire une vraie église paroissiale qui est vouée le 21 septembre 1864 à Notre-Dame des Sept Douleurs avec le bénédictin Dom Stuart comme premier curé. De l'église paroissiale dépendent diverses chapelles érigées auparavant dans les alentours : celle de Mare Sèche, de Saint-Julien, de Triolet et celle du Bon-Pasteur de Cap Malheureux.
En 1934, l'abbé Albert Glorieux, missionnaire belge, fait construire une église plus grande de 45 pieds de long et de 18 pieds de large qui est consacrée aux anges gardiens le 5 août 1935. 
Mais plus d'une dizaine d'années plus tard, l'église est emportée par un cyclone tropical. L'église actuelle est bâtie en 1959 selon les plans de Jac Desmarais juste au bord de la mer. De style moderniste, elle possède un plafond en vaisseau renversé et elle est décorée de motifs s'inspirant de la mer. Elle est consacrée le 24 août 1959. 

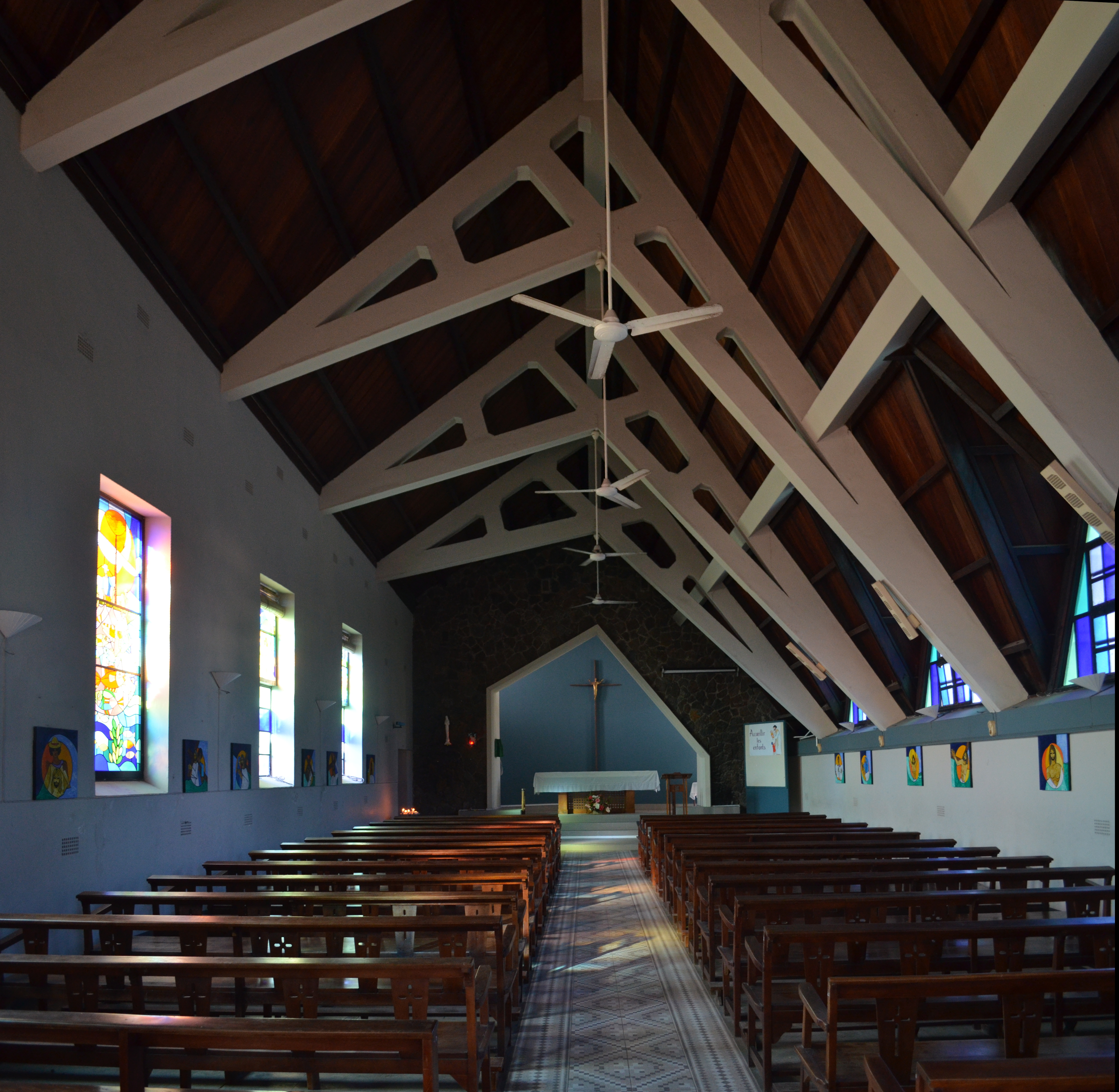
Intérieur
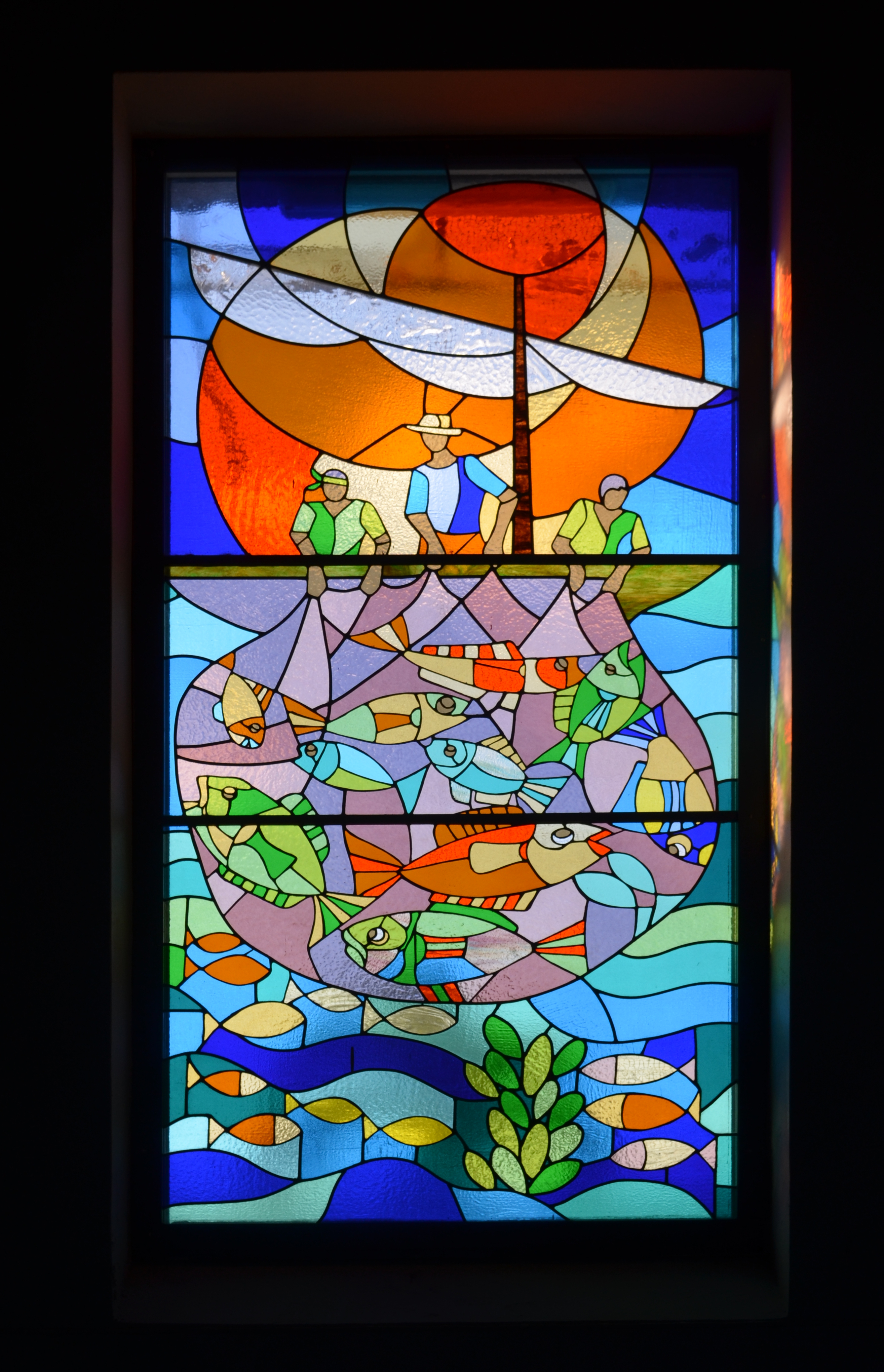
Vitrail
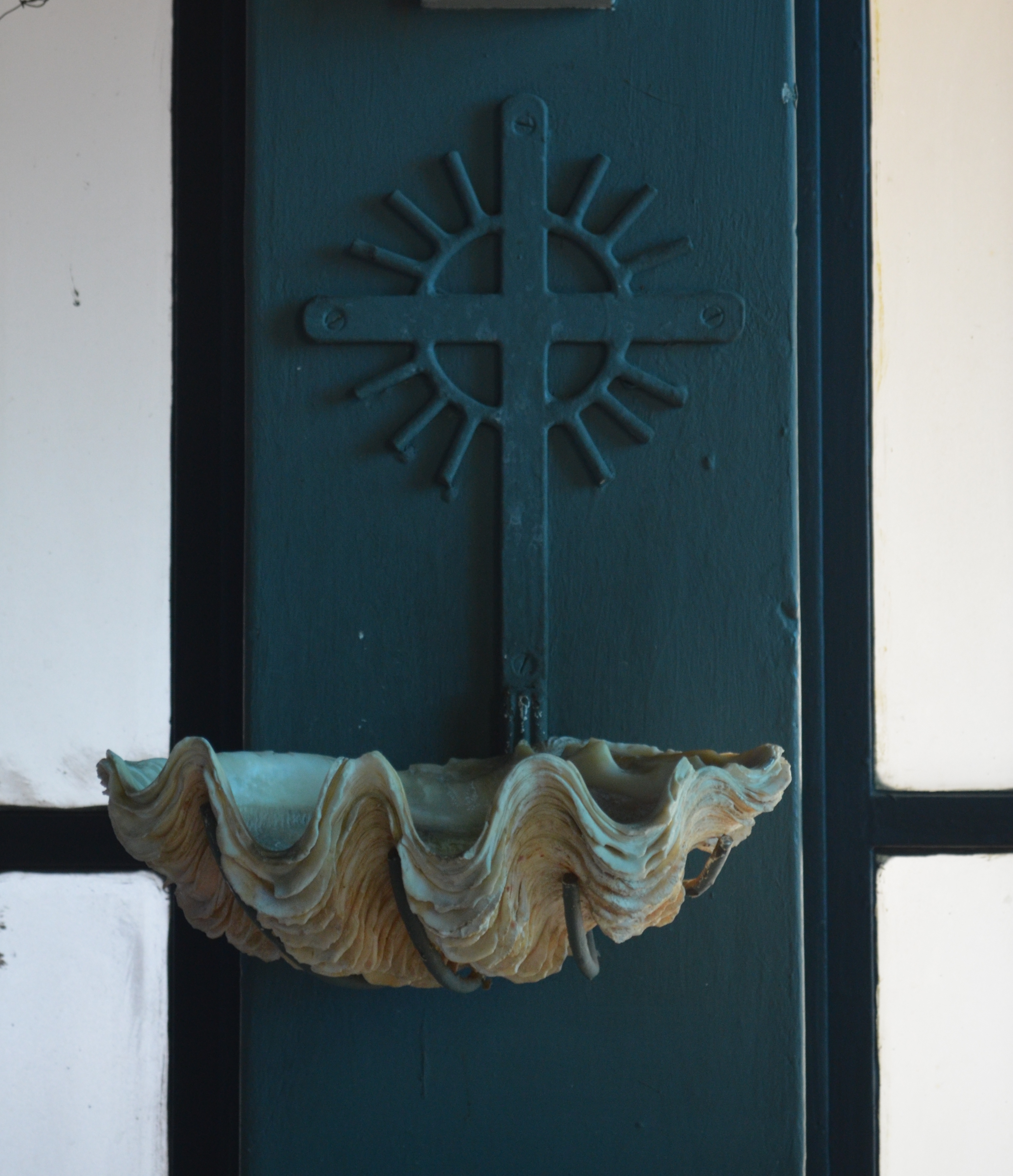
Bénitier